# The Great Twenty-Eight
The Great Twenty-Eight (в переводе с англ. — «28 лучших») — сборник лучших песен американского исполнителя рок-н-ролла Чака Берри, выпущенный в 1982 году на лейбле Chess Records. На нём собраны записи Берри за первые 11 лет его карьеры и не включены работы после 1965 года, в том числе единственный хит номер один «My Ding-a-Ling».

## Об альбоме
На сайте Allmusic сборнику поставили высший балл; по словам рецензента Брюса Эдера, остальные подборки Берри уступают The Great Twenty-Eight, на котором «впервые была найдена золотая середина между выгодой и скрупулёзностью». В 2003 году пластинка заняла 21-е место в списке журнала Rolling Stone «500 величайших альбомов всех времён», что является вторым лучшим результатом среди компиляций в этом рейтинге (после The Sun Sessions Элвиса Пресли).

## Список композиций
Слова и музыка всех песен — написаны Чаком Берри, если не указано иначе.
| №   | Название                                 | Длительность |
| --- | ---------------------------------------- | ------------ |
| 1.  | «Maybellene»                             | 2:18         |
| 2.  | «Thirty Days»                            | 2:24         |
| 3.  | «You Can’t Catch Me»                     | 2:42         |
| 4.  | «Too Much Monkey Business»               | 2:53         |
| 5.  | «Brown Eyed Handsome Man»                | 2:17         |
| 6.  | «Roll Over Beethoven»                    | 2:23         |
| 7.  | «Havana Moon»                            | 3:05         |
| 8.  | «School Days»                            | 2:40         |
| 9.  | «Rock and Roll Music»                    | 2:30         |
| 10. | «Oh Baby Doll»                           | 2:33         |
| 11. | «Reelin’ and Rockin’»                    | 3:14         |
| 12. | «Sweet Little Sixteen»                   | 2:55         |
| 13. | «Johnny B. Goode»                        | 2:38         |
| 14. | «Around and Around»                      | 2:35         |
| 15. | «Carol»                                  | 2:46         |
| 16. | «Beautiful Delilah»                      | 2:08         |
| 17. | «Memphis»                                | 2:12         |
| 18. | «Sweet Little Rock and Roller»           | 2:20         |
| 19. | «Little Queenie»                         | 2:38         |
| 20. | «Almost Grown»                           | 2:19         |
| 21. | «Back in the U.S.A.»                     | 2:25         |
| 22. | «Let It Rock»                            | 1:50         |
| 23. | «Bye Bye Johnny»                         | 2:03         |
| 24. | «I’m Talking About You»                  | 1:48         |
| 25. | «Come On»                                | 1:50         |
| 26. | «Nadine (Is It You?)» (Берри, Алан Фрид) | 2:30         |
| 27. | «No Particular Place to Go»              | 2:44         |
| 28. | «I Want To Be Your Driver»               | 2:15         |